# Grandes Hits (álbum de Zoé)
Grandes Hits es el primer álbum recopilatorio que contiene las canciones grabadas de 2001 a 2005 de la banda de rock alternativo, Zoé, lanzado el 22 de noviembre de 2005 por Sony BMG. El álbum contiene los temas Soñé y I want your sex, de las películas Amar te duele y Ladie's night, respectivamente.  Forma parte de la lista de  los 100 discos que debes tener antes del fin del mundo, publicada en 2012 por Sony Music.

## Lista de canciones
1. "Soñe" (de Amar te duele)
2. "Rocanlover"
3. "Peace and love"
4. "Deja te conecto"
5. "Asteroide"
6. "Miel"
7. "Solo"
8. "Love"
9. "Electricidad"
10. "Frío"
11. "Polar"
12. "Fotosíntesis"
13. "Veneno"
14. "Tú"
15. "Conspirador"
16. "Universo"
17. "Razor Blade"
18. "Infinito"
19. "I want your sex" (Cover de George Michael)